# Mappa delle Indie Occidentali

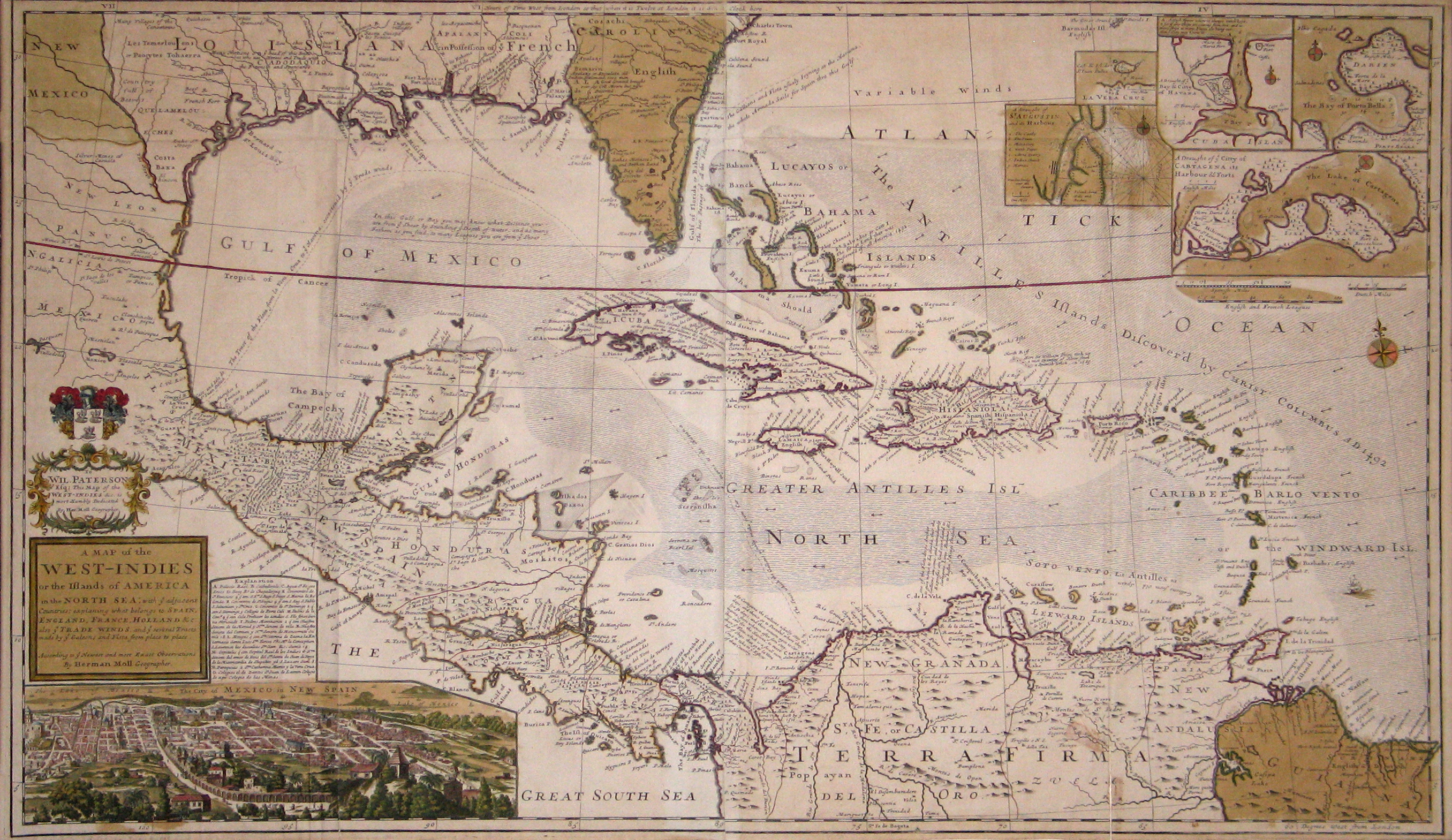
Versione del 1715 circa.

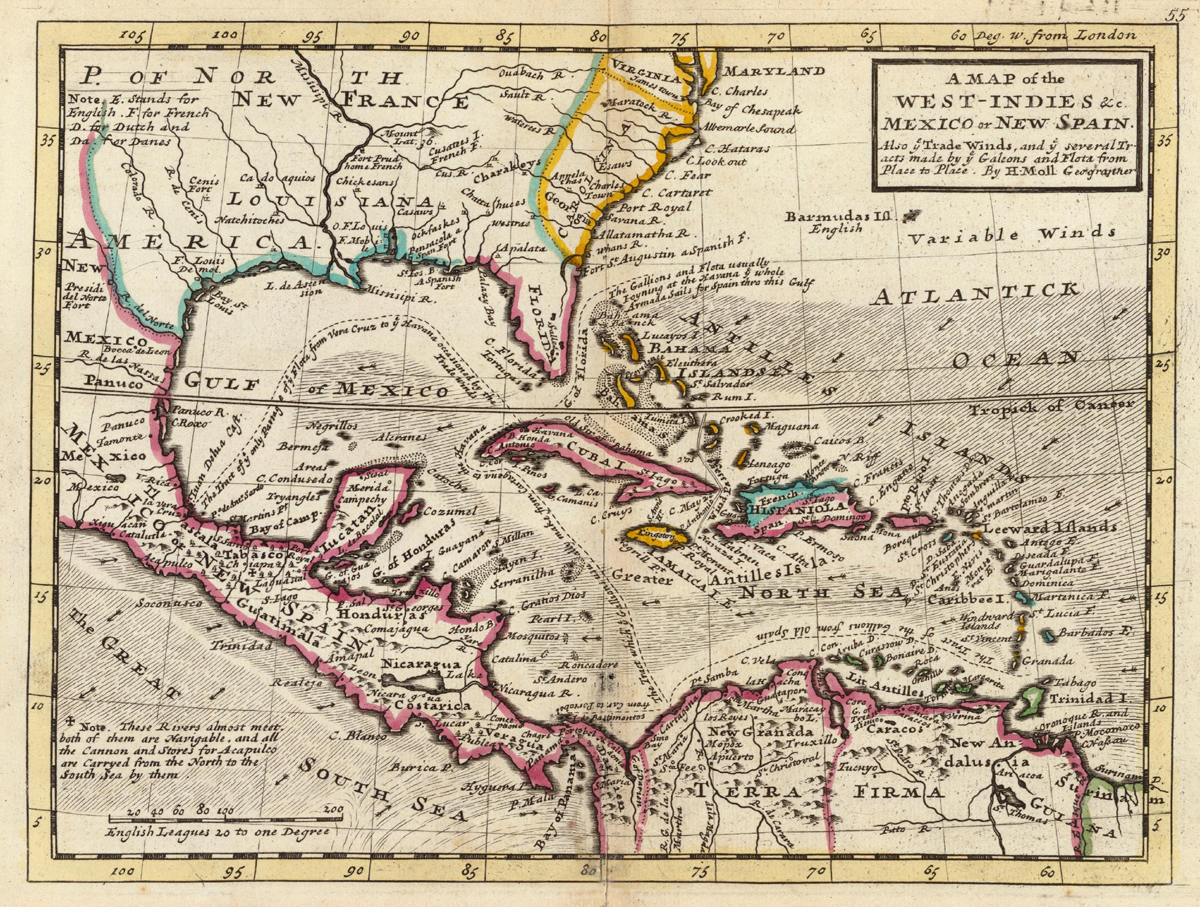
Versione del 1736.

La Mappa delle Indie Occidentali è una carta geografica realizzata dal cartografo olandese Herman Moll nel XVIII secolo. Questa mappa rappresenta dettagliatamente le Indie Occidentali, il Messico (all'epoca noto come "Nuova Spagna") e le regioni circostanti, comprese parti del Nord America, dell'America Centrale e del Mar dei Caraibi .
Le opere di Herman Moll hanno influenzato la cartografia britannica e le sue mappe sono state utilizzate come riferimento per decenni. La sua rappresentazione delle Indie Occidentali contribuì alla pianificazione economica e militare dell'Impero Britannico, che all'epoca stava espandendo la propria influenza nella regione caraibica .

## Descrizione della mappa
La mappa è caratterizzata da un'accurata rappresentazione delle coste e delle isole caraibiche, oltre a contenere annotazioni geografiche e informazioni economiche utili per il commercio e la navigazione . Tra gli elementi distintivi vi sono:
- Delineazione dettagliata delle coste delle Indie Occidentali, comprese le isole principali come Cuba, Hispaniola (attuale Haiti e Repubblica Dominicana), Giamaica e Porto Rico [3].
- Rappresentazione della Nuova Spagna, con evidenziazione delle principali città e reti commerciali.
- Indicazioni sui venti alisei, fondamentali per le rotte marittime dell'epoca [1].
- Note esplicative sul commercio e sulle rotte marittime, tipiche dello stile di Moll.

## Contesto storico e rilevanza
La mappa fu pubblicata in un periodo di intensi conflitti coloniali tra Spagna, Francia e Inghilterra per il controllo delle rotte commerciali e delle colonie caraibiche . Il XVIII secolo fu caratterizzato da un'espansione del commercio atlantico, con particolare importanza per le rotte degli schiavi, delle materie prime e dei prodotti manifatturieri.
Le Indie Occidentali rappresentavano un punto strategico per il commercio tra Europa, Africa e Americhe, in particolare per la tratta degli schiavi e il commercio dello zucchero, del tabacco e delle spezie. La mappa di Moll forniva dettagli preziosi su porti e insediamenti coloniali, contribuendo alla navigazione e alla pianificazione commerciale .

## Herman Moll e il suo contributo alla cartografia
Herman Moll (1654-1732) fu un influente cartografo olandese, trasferitosi a Londra nel tardo XVII secolo. Le sue mappe erano apprezzate per la precisione e la chiarezza, nonché per l'inclusione di note esplicative. Moll collaborò con navigatori e scienziati dell'epoca, contribuendo alla diffusione della conoscenza geografica del mondo coloniale .
Uno degli aspetti più innovativi delle sue mappe fu l'attenzione alla navigazione, con dettagli sui venti e sulle correnti oceaniche. La Mappa delle Indie Occidentali rientra in questo contesto, offrendo informazioni strategiche per i commercianti britannici e per la Royal Navy .